# Teng Fei
Teng Fei (em chinês:  滕 飞; Pequim, 23 de janeiro de 1988) é uma jogadora de polo aquático chinesa.

## Carreira
Teng disputou duas edições de Jogos Olímpicos pela China: 2008 e 2012. Em ambas as ocasiões finalizou a competição no quinto lugar.